# 普雷斯帕冰川
62°43′36″S 60°12′42″W / 62.72667°S 60.21167°W

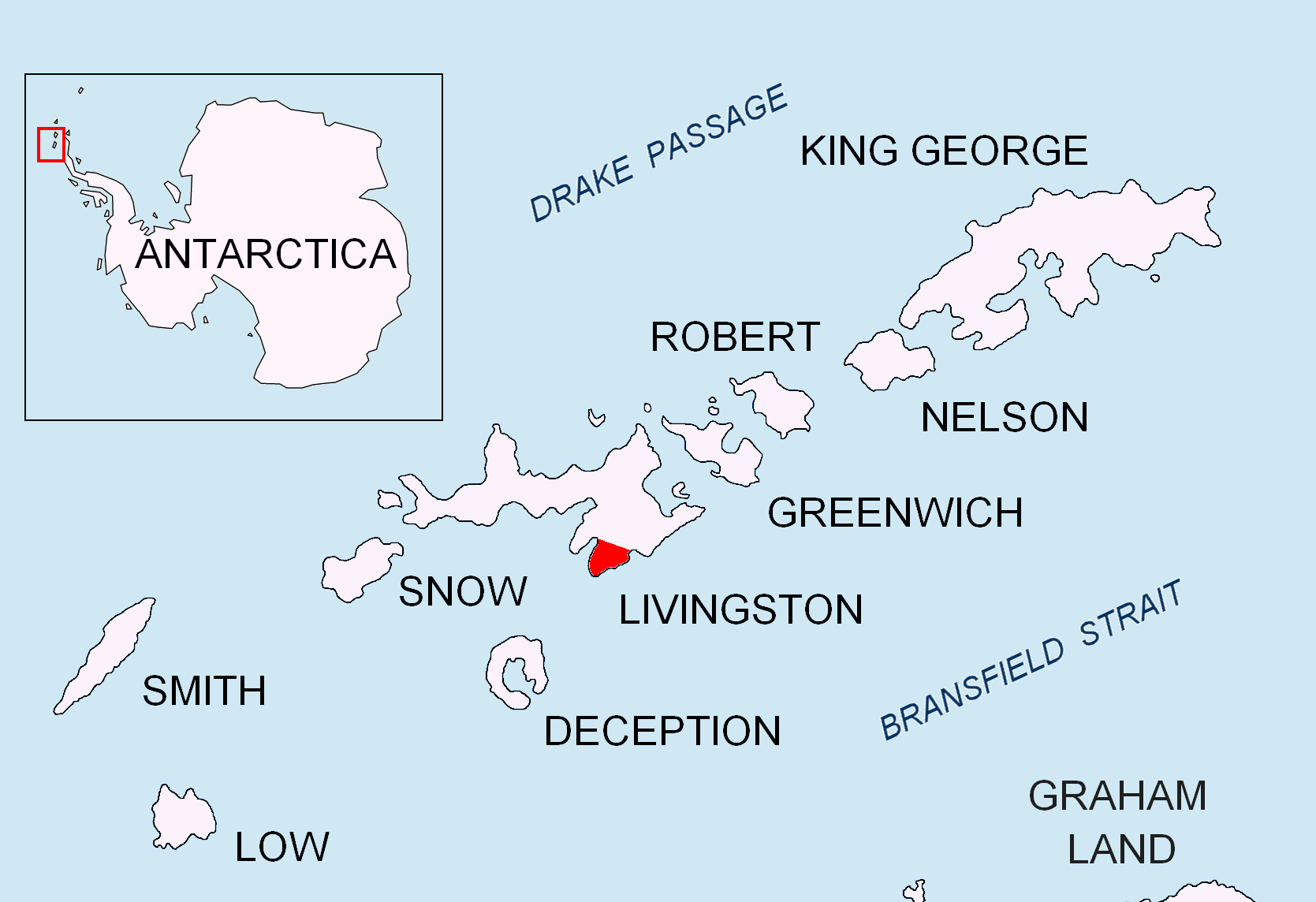

普雷斯帕冰川是南極洲的冰川，位於南設得蘭群島中利文斯頓島的羅任半島，最終注入布蘭斯菲爾德海峽，該冰川以保加利亞的山峰命名。

## 外部連結
- SCAR Composite Antarctic Gazetteer（页面存档备份，存于）.